# Nautiluz
 (juillet 2018).
Nautiluz est un groupe de power metal péruvien.

## Biographie
Nautiluz est formé en novembre 2009 par Alvaro Paredes (batterie) et Renzo Huánuco (claviers), qui cherchaient des membres pour lancer un nouveau projet de power metal ; c'est ainsi qu'ils parviennent à recruter Jorge Segersbol, convaincu par les idées musicales d'Alvaro et Renzo. Plus tard, ils entrent en contact avec Diego Chacaliaza, un guitariste qui avait déjà joué dans différents groupes de la capitale, et avait déjà partagé la scène avec Chilalo, comme guitariste du groupe. C'est ainsi que Nautiluz se forme.
En 2010, ils sortent leur EP intitulé Chasing the Light,, qui commence par Beyond the Universe, une pièce instrumentale. Ensuite, il inclut le morceau-titre Chasing the Light. Avec ce nouvel album, ils sont bien accueillis par divers musiciens de la scène metal péruvienne. En outre, l'EP inclut une reprise du morceau Black Diamond, du groupe finlandais Stratovarius. À la mi-2010, le bassiste Diego Shiguemura se retire du groupe pour les divergences musicales, et maintient actuellement une bonne entente avec les membres. C'est ainsi qu'au bout d'un moment, Jorge Higginson leremplace à la basse.
En décembre 2011, le chanteur Jorge Segersbol quitte le groupe, également pour des divergences musicales, d'un commun accord et est remplacé par Sebastian Flores, avec qui ils enregistreront leur premier album, Leaving All Behind. En 2012, les singles Under the Moonlight et Burning Hearts sont publiés en téléchargement gratuit, faisant la promotion de leur futur album.
En avril 2013, ils sortent finalement leur premier album, Leaving All Behind, après avoir signé avec le label international Total Steel Records. L'album est sorti au Japon et, deux jours plus tard, dans son pays d'origine, le Pérou. Cette même année, José A. Gazzo qui complète la formation à la basse. Le groupe entame ensuite la promotion de son premier album avec un grand succès commercial au Japon et se prépare pour son premier concert international. En juin 2014, ils participent à l'Alianza Metal Fest avec CC. Scencia de La Molina et des groupes comme Angra et M.A.S.A.C.R.E.

## Membres

### Membres actuels
- Renzo Huánuco - claviers (depuis 2009)
- Diego Chacaliaza - guitare (depuis 2009)
- Alonso Rodríguez - guitare (depuis 2009)
- Alvaro Paredes - batterie (depuis 2009)
- José « Pepe » Gazzo - basse (depuis 2013)
- Sebastián Flores - chant (depuis 2012)

### Anciens membres
- Diego Shiguemura - basse (2009-2010)
- Jorge « Chilalo » Segersbol - chant (2009-2011)

## Discographie
- 2010 : Chasing the Light (EP)
- 2012 : Under the Moonlight (single)
- 2012 : Burning Hearts (single)
- 2013 : Leaving All Behind